# Blatné Revištia
Blatné Revištia es un municipio del distrito de Sobrance en la región de Košice, Eslovaquia, con una población estimada a final del año 2024 de 221 habitantes.
Se encuentra ubicado al noreste de la región, en la cuenca hidrográfica del río Bodrog (afluente derecho del Tisza) y cerca de la frontera con la región de Prešov y Ucrania.

## Demografía
| Año        | 1994 | 2004    | 2014    | 2024    |
| ---------- | ---- | ------- | ------- | ------- |
| Población  | 224  | 216     | 218     | 221     |
| Diferencia |      | −3,57 % | +0,92 % | +1,37 % |

| Año        | 2023 | 2024 |
| ---------- | ---- | ---- |
| Población  | 221  | 221  |
| Diferencia |      | +0 % |